# Didimioza venezuelica
Didimioza venezuelica är en tvåvingeart som beskrevs av Quate och Brown 2004. Didimioza venezuelica ingår i släktet Didimioza och familjen fjärilsmyggor. Inga underarter finns listade i Catalogue of Life.